# Foot Ball Club Matera 1979-1980
Questa voce raccoglie le informazioni riguardanti il Foot Ball Club Matera nelle competizioni ufficiali della stagione 1979-1980.

## Stagione
L'esordio del Matera nella Coppa Italia 1979-1980 non è particolarmente felice in quanto affronta la Lazio allo Stadio Flaminio perdendo per 5-0. L'esordio in campionato, il primo e unico dei biancazzurri in Serie B, è invece decisamente migliore. Il Matera infatti mette a segno la prima rete del campionato di Serie B 1979-1980. Dopo soli sei minuti di gioco il centrocampista Aldo Raimondi porta i lucani in vantaggio contro il Genoa allo stadio Luigi Ferraris. Il vantaggio del Matera viene poi vanificato dal pareggio di Odorizzi e la gara termina 1-1. La prima partita di serie B disputata dal Matera in casa è quella con il Taranto davanti a oltre 15.000 spettatori, record assoluto di presenze per lo stadio materano, terminata 1-0 per i biancazzurri con un rigore per gli ospiti parato da Casiraghi e una rete da antologia dell'ala Luciano Aprile.
Nonostante alcuni risultati prestigiosi (vittorie a Genova contro la Sampdoria e a Bergamo contro l'Atalanta e successo interno contro il Verona) e un buon girone di andata terminato al 14º posto in piena zona salvezza, il Matera crolla nel girone di ritorno; alla quinta giornata di ritorno, nella fase cruciale della stagione, il contestatissimo annullamento di un gol di Florio al 90º minuto contro il Monza causa incidenti che portano alla squalifica del campo per due giornate, e da allora in poi il rendimento della squadra cala vertiginosamente. I lucani terminano così la stagione all'ultimo posto, superati dal Parma all'ultima giornata e a 8 punti dalla salvezza, e di conseguenza retrocedono in serie C1.

## Divise
| Casa | Trasferta |

## Organigramma societario
Area direttiva
- Presidente: Franco Salerno
- Direttore sportivo: Michele Salerno

Area organizzativa
- Segretario: Luigi Morelli

Area tecnica
- Allenatore: Francesco Di Benedetto
- Allenatore in 2ª: Pietro Mesto

Area sanitaria
- Medico sociale: Domenico Lamastra
- Massaggiatore: Cosimo Damiano Tataranni

## Rosa
| N. |                   | Ruolo | Calciatore         |
| -- | ----------------- | ----- | ------------------ |
| -  | Italia (bandiera) | P     | Adriano Casiraghi  |
| -  | Italia (bandiera) | P     | Gianfranco Troilo  |
| -  | Italia (bandiera) | P     | Angelo Lisanti     |
| -  | Italia (bandiera) | D     | Giuseppe Beretta   |
| -  | Italia (bandiera) | D     | Stefano Boggia     |
| -  | Italia (bandiera) | D     | Fulvio Bussalino   |
| -  | Italia (bandiera) | D     | Luigi De Canio     |
| -  | Italia (bandiera) | D     | Leonardo Generoso  |
| -  | Italia (bandiera) | D     | Diego Giannattasio |
| -  | Italia (bandiera) | D     | Antonino Imborgia  |
| -  | Italia (bandiera) | C     | Vito De Lorentis   |
| -  | Italia (bandiera) | C     | Claudio Gambini    |
| -  | Italia (bandiera) | C     | Roberto Merlin     |

| N. |                   | Ruolo | Calciatore         |
| -- | ----------------- | ----- | ------------------ |
| -  | Italia (bandiera) | C     | Mario Morello      |
| -  | Italia (bandiera) | C     | Fausto Oliva       |
| -  | Italia (bandiera) | C     | Paolo Pavese       |
| -  | Italia (bandiera) | C     | Nicola Peragine    |
| -  | Italia (bandiera) | C     | Aldo Raimondi      |
| -  | Italia (bandiera) | C     | Michele Sassanelli |
| -  | Italia (bandiera) | A     | Luciano Aprile     |
| -  | Italia (bandiera) | A     | Andrea Cicchetti   |
| -  | Italia (bandiera) | A     | Italo Florio       |
| -  | Italia (bandiera) | A     | Giovanni Picat Re  |
| -  | Italia (bandiera) | A     | Mario Pini         |
| -  | Italia (bandiera) | A     | Giuseppe Raffaele  |

## Risultati

### Serie B

#### Girone di andata
| Arbitro: | Lanese (Messina) |

|              |           |             |
| Odorizzi 21’ | Marcatori | 6’ Raimondi |

| Arbitro: | Magni (Bergamo) |

|            |           |  |
| Aprile 67’ | Marcatori |  |

| Arbitro: | Prati (Parma) |

|                              |           |  |
| Silipo 18’, 23’ A. Conte 64’ | Marcatori |  |

| Arbitro: | Parussini (Udine) |

|  |           |                        |
|  | Marcatori | 33’ Sanguin 59’ Zanone |

| Arbitro: | Materassi (Firenze) |

|                              |           |  |
| G.C. Ferrari 21’, 72’ (rig.) | Marcatori |  |

| Arbitro: | Castaldi (Vasto) |

|  |           |            |
|  | Marcatori | 19’ Libera |

| Arbitro: | Terpin (Trieste) |

|  |           |              |
|  | Marcatori | 49’ Raimondi |

| Arbitro: | Lombardo (Marsala) |

|            |           |  |
| Florio 25’ | Marcatori |  |

| Arbitro: | Tani (Livorno) |

|  |           |                   |
|  | Marcatori | 5’, 79’ Gibellini |

| Arbitro: | Mattei (Macerata) |

|  |           |                     |
|  | Marcatori | 66’ (rig.) Raffaele |

| Arbitro: | Sarti (Modena) |

|          |           |  |
| Pini 31’ | Marcatori |  |

| Arbitro: | Vitali (Bologna) |

|                 |           |  |
| Magistrelli 35’ | Marcatori |  |

| Arbitro: | Facchin (Udine) |

|  |           |           |
|  | Marcatori | 74’ Penzo |

| Arbitro: | Colasanti (Roma) |

|                |           |              |
| Babbi 13’, 15’ | Marcatori | 89’ Raffaele |

| Arbitro: | Falzier (Treviso) |

|                    |           |            |
| Nicoletti 38’, 72’ | Marcatori | 55’ Florio |

| Matera 6 gennaio 1980 16ª giornata | Matera           | 0 – 0 | Pistoiese | Stadio XXI Settembre\| Arbitro: \| Terpin (Trieste) \| |
| Arbitro:                           | Terpin (Trieste) |       |           |                                                        |

| Arbitro: | Magni (Bergamo) |

|               |           |              |
| D'Ottavio 38’ | Marcatori | 73’ Picat Re |

| Arbitro: | Ballerini (La Spezia) |

|               |           |  |
| Bussalino 79’ | Marcatori |  |

| Arbitro: | Giaffreda (Roma) |

|  |           |             |
|  | Marcatori | 16’ Beretta |

#### Girone di ritorno
| Arbitro: | Lanese (Messina) |

|  |           |                      |
|  | Marcatori | 37’ Tacchi 60’ Boito |

| Arbitro: | Angelelli (Terni) |

|                   |           |  |
| Picano 45’ (rig.) | Marcatori |  |

| Matera 17 febbraio 1980 22ª giornata | Matera            | 0 – 0 | Palermo | Stadio XXI Settembre\| Arbitro: \| Pirandola (Lecce) \| |
| Arbitro:                             | Pirandola (Lecce) |       |         |                                                         |

| Arbitro: | Tonolini (Milano) |

|            |           |                   |
| Zanone 65’ | Marcatori | 49’ (aut.) Renica |

| Arbitro: | Vitali (Bologna) |

|            |           |                                 |
| Florio 30’ | Marcatori | 28’ (aut.) Imborgia 87’ Massaro |

| Arbitro: | Parussini (Udine) |

|             |           |            |
| Bagnato 18’ | Marcatori | 78’ Aprile |

| Arbitro: | Milan (Treviso) |

|  |           |                 |
|  | Marcatori | 80’ V. Graziani |

| Arbitro: | Panzino (Catanzaro) |

|           |           |             |
| Bonci 86’ | Marcatori | 7’ Raffaele |

| Arbitro: | Lombardo (Marsala) |

|                                             |           |            |
| Criscimanni 5’ Rampanti 41’ (rig.) Grop 64’ | Marcatori | 84’ Aprile |

| Arbitro: | Longhi (Roma) |

|            |           |                |
| Florio 48’ | Marcatori | 34’ G. Sartori |

| Arbitro: | Falzier (Treviso) |

|            |           |  |
| Taddei 24’ | Marcatori |  |

| Matera 20 aprile 1980 31ª giornata | Matera          | 0 – 0 | Lecce | Stadio XXI Settembre\| Arbitro: \| Mascia (Milano) \| |
| Arbitro:                           | Mascia (Milano) |       |       |                                                       |

| Arbitro: | Prati (Parma) |

|                                 |           |  |
| Venturi 71’ Raimondi 81’ (aut.) | Marcatori |  |

| Arbitro: | Mattei (Macerata) |

|            |           |                             |
| Florio 51’ | Marcatori | 25’, 55’ (rig.) De Bernardi |

| Matera 11 maggio 1980 34ª giornata | Matera           | 0 – 0 | Como | Stadio XXI Settembre\| Arbitro: \| D'Elia (Salerno) \| |
| Arbitro:                           | D'Elia (Salerno) |       |      |                                                        |

| Arbitro: | Paparesta (Bari) |

|                                          |           |               |
| Rognoni 21’ (rig.), 34’ (rig.) Luppi 47’ | Marcatori | 44’ Bussalino |

| Arbitro: | Bergamo (Livorno) |

|            |           |  |
| Florio 43’ | Marcatori |  |

| Arbitro: | Esposito (Torre del Greco) |

|                              |           |  |
| Passalacqua 6’ Birigozzi 14’ | Marcatori |  |

| Arbitro: | Leni (Perugia) |

|  |           |                          |
|  | Marcatori | 50’ Bonomi 53’ Vavassori |

### Coppa Italia

#### Quinto Girone
| Arbitro: | Paparesta (Bari) |

|                                                             |           |  |
| Giordano 26’, 40’ Zucchini 48’ Garlaschelli 60’ D'Amico 85’ | Marcatori |  |

| Arbitro: | Lo Bello (Siracusa) |

|  |           |                          |
|  | Marcatori | 68’ Vagheggi 80’ Bilardi |

| Matera 2 settembre 1979 3ª giornata | Matera           | 0 – 0 | Brescia | Stadio XXI Settembre\| Arbitro: \| Lanese (Messina) \| |
| Arbitro:                            | Lanese (Messina) |       |         |                                                        |

| Arbitro: | Angelelli (Terni) |

|                          |           |  |
| Saltutti 26’ (rig.), 60’ | Marcatori |  |

| 9 settembre 1979 5ª giornata |  | – Turno riposo Matera |  |  |

## Statistiche

### Statistiche di squadra
| Competizione | Punti | Totale | Totale | Totale | Totale | Totale | Totale | DR  |
| Competizione | Punti | G      | V      | N      | P      | Gf     | Gs     | DR  |
| ------------ | ----- | ------ | ------ | ------ | ------ | ------ | ------ | --- |
| Serie B      | 26    | 38     | 8      | 10     | 20     | 20     | 43     | -23 |
| Coppa Italia | 1     | 4      | 0      | 1      | 3      | 0      | 9      | -9  |
| Totale       | -     | 42     | 8      | 11     | 23     | 20     | 52     | -32 |

### Statistiche dei giocatori
| Giocatore       | Serie B  | Serie B | Coppa Italia | Coppa Italia | Totale   | Totale |
| Giocatore       | Presenze | Reti    | Presenze     | Reti         | Presenze | Reti   |
| --------------- | -------- | ------- | ------------ | ------------ | -------- | ------ |
| A. Antezza      | 0        | 0       | 2            | 0            | 2        | 0      |
| L. Aprile       | 25       | 3       | 2            | 0            | 27       | 3      |
| G. Beretta      | 29       | 1       | 0            | 0            | 29       | 1      |
| S. Boggia       | 7        | 0       | 3            | 0            | 10       | 0      |
| F. Bussalino    | 32       | 2       | 4            | 0            | 36       | 2      |
| A. Casiraghi    | 35       | -40     | 4            | -9           | 39       | -49    |
| A. Cicchetti    | 2        | 0       | 1            | 0            | 3        | 0      |
| V. De Lorentis  | 20       | 0       | 0            | 0            | 20       | 0      |
| L. De Canio     | 4        | 0       | 4            | 0            | 8        | 0      |
| I. Florio       | 34       | 6       | 4            | 0            | 38       | 6      |
| C. Gambini      | 28       | 0       | 4            | 0            | 32       | 0      |
| L. Generoso     | 29       | 0       | 3            | 0            | 32       | 0      |
| D. Giannattasio | 13       | 0       | 2            | 0            | 15       | 0      |
| A. Imborgia     | 25       | 0       | 3            | 0            | 28       | 0      |
| A. Lisanti      | 2        | -2      | 0            | 0            | 2        | -2     |
| R. Merlin       | 1        | 0       | 0            | 0            | 1        | 0      |
| M. Morello      | 22       | 0       | 4            | 0            | 26       | 0      |
| F. Oliva        | 13       | 0       | 0            | 0            | 13       | 0      |
| P. Pavese       | 16       | 0       | 2            | 0            | 18       | 0      |
| N. Peragine     | 22       | 0       | 0            | 0            | 22       | 0      |
| G. Picat Re     | 20       | 1       | 2            | 0            | 22       | 1      |
| M. Pini         | 23       | 1       | 0            | 0            | 23       | 1      |
| G. Raffaele     | 16       | 3       | 2            | 0            | 18       | 3      |
| A. Raimondi     | 30       | 2       | 0            | 0            | 30       | 2      |
| L. Santamaria   | 1        | 0       | 1            | 0            | 2        | 0      |
| M. Sassanelli   | 2        | 0       | 3            | 0            | 5        | 0      |
| G. Troilo       | 2        | -1      | 0            | 0            | 2        | -1     |